# Unterseeboot 1024
L'Unterseeboot 1024 ou U-1024 est un sous-marin allemand (U-Boot) de type VIIC/41 utilisé par la Kriegsmarine pendant la Seconde Guerre mondiale.
Le sous-marin est commandé le 13 juin 1942 à Hambourg (Blohm + Voss), sa quille posée le 20 mai 1943, il est lancé le 3 mai 1944 et mis en service le 28 juin 1944, sous le commandement du Kapitänleutnant Hans-Joachim Gutteck.
Il est capturé en mer d'Irlande par la Royal Navy, en avril 1945.

## Conception
Unterseeboot type VII, l'U-1024 avait un déplacement de 769 tonnes en surface et 871 tonnes en plongée. Il avait une longueur hors-tout de 67,10 m, un maître-bau de 6,20 m, une hauteur de 9,60 m et un tirant d'eau de 4,74 m. Le sous-marin était propulsé par deux hélices de 1,23 m, deux moteurs diesel Germaniawerft M6V 40/46 de 6 cylindres en ligne de 1 400 cv à 470 tr/min, produisant un total de 2 060 à 2 350 kW en surface et de deux moteurs électriques Brown, Boveri & Cie GG UB 720/8 de 375 cv à 295 tr/min, produisant un total 550 kW, en plongée. Le sous-marin avait une vitesse en surface de 17,7 nœuds (32,8 km/h) et une vitesse de 7,6 nœuds (14,1 km/h) en plongée. Immergé, il avait un rayon d'action de 80 milles marins (150 km) à 4 nœuds (7,4 km/h; 4,6 milles par heure) et pouvait atteindre une profondeur de 230 m. En surface son rayon d'action était de 8 500 milles nautiques (soit 15 700 km) à 10 nœuds (19 km/h).
L'U-1024 était équipé de cinq tubes lance-torpilles de 53,3 cm (quatre montés à l'avant et un à l'arrière) et embarquait quatorze torpilles. Il était équipé d'un canon de 8,8 cm SK C/35 (220 coups), d'un canon antiaérien de 20 mm Flak et d'un canon 37 mm Flak M/42 qui tire à 15 350 mètres avec une cadence théorique de 50 coups par minute. Il pouvait transporter 26 mines TMA ou 39 mines TMB. Son équipage comprenait 4 officiers et 40 à 56 sous-mariniers.

## Historique
Il suit sa phase d'entraînement à la 31. Unterseebootsflottille jusqu'au 31 janvier 1945, puis intègre son unité de combat dans la 11. Unterseebootsflottille.
Entre fin décembre 1944 et fin février 1945, l'U-1024 effectue des passages à Kiel, Horten et Kristiansand. Ces deux périodes servent à mettre au point l'U-Boot et à faire des essais de schnorchel dans les fjords norvégiens.
Sa première et unique patrouille débute le 3 mars 1945 au départ de Kristiansand pour l'Irlande et le canal Saint-George, où l'U-1024 mène des actions de guerre. Le 4 avril 1945, il tire deux torpilles contre une corvette et déclare l'avoir coulée, ce qui n'est pas confirmé. Le 7 avril, il attaque le convoi HX-346 et lui lance deux torpilles, au nord-nord-ouest de Holyhead (Pays de Galles). Une torpille ne fonctionne pas et l'autre touche un Liberty ship. Le commandant Gutteck déclare l'avoir coulé, celui-ci n'est qu'endommagé sérieusement et il arrive à bon port quelques jours plus tard où il est déclaré irrécupérable.
Au cours de l'attaque, l'U-1024 essuie une forte contre-attaque de l'escorte.
Au matin du 12 avril 1945, dans la même zone, il signale un autre convoi composé de gros bâtiments (un paquebot de 12 000 tonnes et de quatre autres navires de 8 000 à 12 000 tonnes). Il tire trois torpilles et déclare avoir coulé le paquebot, un cargo de 6 000 tonnes et un autre de 8 000 tonnes. Les Alliés déplorent un Liberty ship endommagé. Dans la journée, l'U-1024 est localisé au sud de l'île de Man à la position 53° 39′ N, 5° 03′ O, par la frégate HMS Loch Glendhu (K619) (en) du Support Group 8. L'U-1024 est obligé de faire surface après une attaque de Squid, à 20 h 42. De nombreuses avaries se cumulent : pannes électriques et d'éclairage, des voies d'eau dans les moteurs diesels, notamment. Les navires du Support Group 8 ouvrent le feu sur l'U-Boot et le HMS Loch Achray (K426) (en) lui lance des charges de profondeur. Le Commandant donne l'ordre d'abandonner le bateau et de le saborder ; le feu ennemi cesse aussitôt. Gutteck, blessé durant l'attaque, se suicide. L'U-1024 ne coulant pas, le HMS Loch More (K639) (en) le prend en remorque. Des documents et du matériel secrets sont collectés (sur la machine Enigma, des livres de codes) à bord du submersible.
Durant le transit vers le Royaume-Uni, la météo se détériore durant la nuit. Le 13 avril 1945, la remorque se casse et l'U-Boot se perd dans le brouillard. L'U-1024 submergé par les flots, coule.
Les faits entraînent neuf victimes parmi l'équipage, il y a 37 rescapés (un officier, cinq sous-officiers et 31 hommes d'équipage).
L'épave gît par 64 mètres de profondeur à la position géographique 53° 43′ 05″ N, 4° 57′ 05″ O.

## Affectations
- 31. Unterseebootsflottille du 28 juin 1944 au 31 janvier 1945 (Période de formation).
- 11. Unterseebootsflottille du 1er février 1945 au 12 avril 1945 (Unité combattante).

## Commandement
- Kapitänleutnant Hans Joachim Gutteck du 28 juin 1944 au 12 avril 1945.

## Patrouille(s)
|       | Commandant                  | Départ           | Départ       | Arrivée        | Arrivée      | Jours    | Succès   |
| ----- | --------------------------- | ---------------- | ------------ | -------------- | ------------ | -------- | -------- |
|       | Kptlt. Hans Joachim Gutteck | 30 décembre 1944 | Kiel         | 2 janvier 1945 | Horten       | 4 jours  |          |
|       | Kptlt. Hans Joachim Gutteck | 28 février 1945  | Horten       | 1er mars 1945  | Kristiansand | 2 jours  |          |
| 1     | Kptlt. Hans Joachim Gutteck | 3 mars 1945      | Kristiansand | 12 avril 1945  | Coulé        | 41 jours | 14 376   |
| Total | Total                       | Total            | Total        | Total          | Total        | 47 jours | 14 376 t |

Note : Kptlt. = Kapitänleutnant

## Navires coulés
L'U-1024 a endommagé 1 navire marchand de 7 200 tonneaux et a détruit 1 navire marchand de 7 176 tonneaux au cours de l'unique patrouille (47 jours en mer) qu'il effectua.
| Date          | Nom              | Nationalité | Tonnage | Convoi | Fait         | Localisation        |
| ------------- | ---------------- | ----------- | ------- | ------ | ------------ | ------------------- |
| 7 avril 1945  | James W. Nesmith | USA         | 7 176   | HX-346 | Perte totale | 53° 24′ N, 4° 48′ O |
| 12 avril 1945 | Will Rogers      | USA         | 7 200   | BB-80  | Endommagé    | 53° 48′ N, 4° 46′ O |